# 大森西

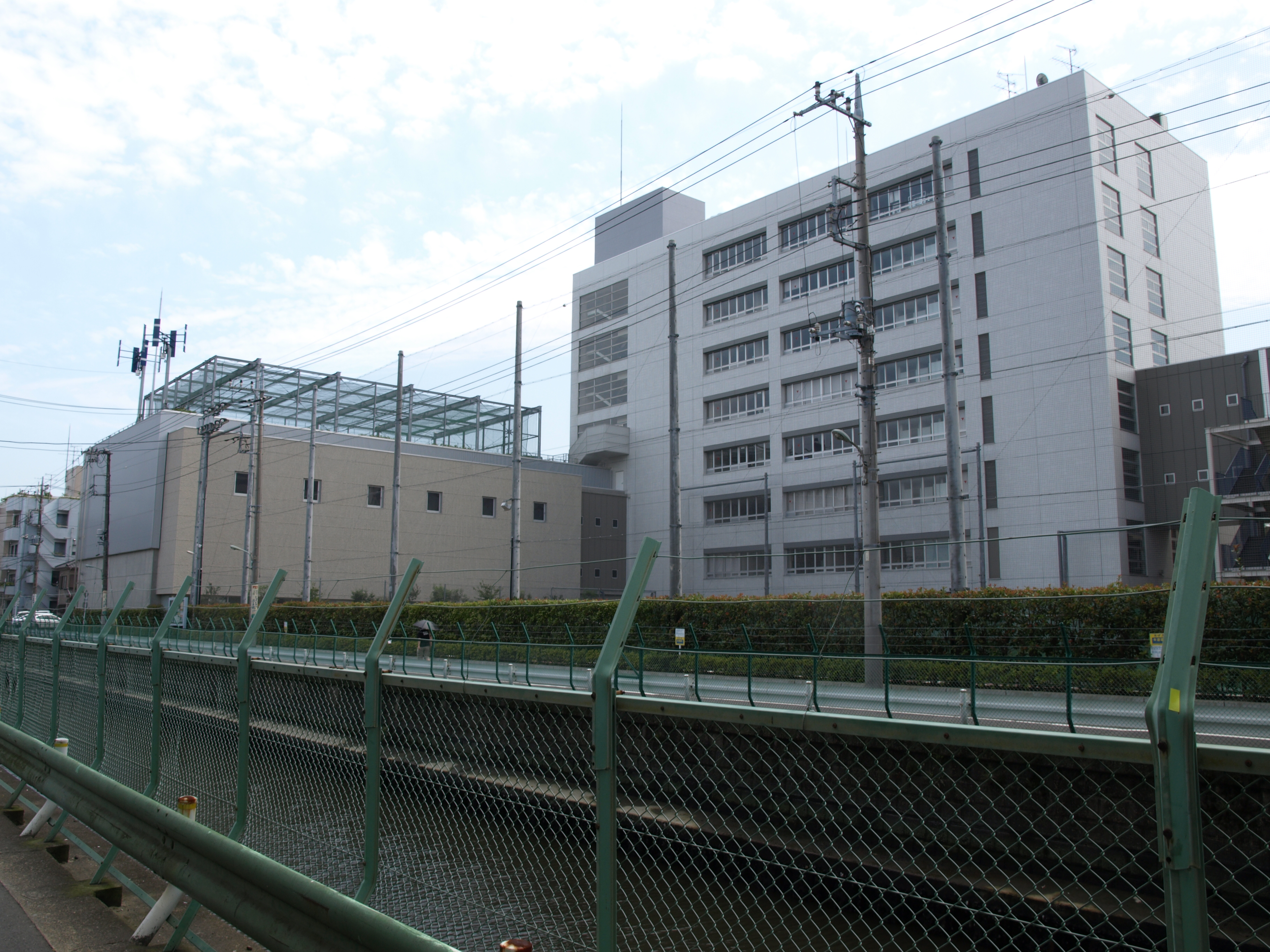
大森学園高等学校

大森西（おおもりにし）は、東京都大田区の地名。現行行政地名は大森西一丁目から大森西七丁目。住居表示実施済区域。

## 地理
大田区の東部に位置する。北部は環七通りに接し、これを境に大森北になる。東部は第一京浜（国道15号）に接し、これを境に大森東・大森中にそれぞれ接する。南部は蒲田に接する。地域西部はJR東海道本線などの線路に接し、これを境に中央と一部は西蒲田に接する（地名はいずれも大田区）。大森町駅と東邦医大通りの間に商店街があるほかは、主に住宅地および工業用地として利用されている。
地域内の南北を京急本線と補助27号線（東邦医大通り）が縦断している。また、東西を横断するように内川が流れている。

### 地価
住宅地の地価は、2025年（令和7年）1月1日の公示地価によれば、大森西2-15-6の地点で50万2000円/m2、大森西3-18-22の地点で54万8000円/m2となっている。

## 歴史
補助27号線には、東邦医大通りの他に「鬼足袋通り」という通称もある。これは、1920年から太平洋戦争の空襲で被災するまで大田区立大森第八中学校の位置にあった「鬼足袋」というブランドの足袋工場に由来する。

## 世帯数と人口
2024年（令和6年）4月1日現在（東京都発表）の世帯数と人口は以下の通りである。
| 丁目         | 世帯数     | 人口     |
| ------------ | ---------- | -------- |
| 大森西一丁目 | 3,312世帯  | 6,237人  |
| 大森西二丁目 | 4,220世帯  | 7,158人  |
| 大森西三丁目 | 4,438世帯  | 6,960人  |
| 大森西四丁目 | 2,679世帯  | 5,447人  |
| 大森西五丁目 | 3,421世帯  | 5,186人  |
| 大森西六丁目 | 1,597世帯  | 2,523人  |
| 大森西七丁目 | 1,205世帯  | 1,898人  |
| 計           | 20,872世帯 | 35,409人 |

### 人口の変遷
国勢調査による人口の推移。
| 年                 | 人口   |
| ------------------ | ------ |
| 1995年（平成7年）  | 30,715 |
| 2000年（平成12年） | 31,630 |
| 2005年（平成17年） | 31,500 |
| 2010年（平成22年） | 32,558 |
| 2015年（平成27年） | 33,533 |
| 2020年（令和2年）  | 35,871 |

### 世帯数の変遷
国勢調査による世帯数の推移。
| 年                 | 世帯数 |
| ------------------ | ------ |
| 1995年（平成7年）  | 13,761 |
| 2000年（平成12年） | 14,935 |
| 2005年（平成17年） | 15,917 |
| 2010年（平成22年） | 16,974 |
| 2015年（平成27年） | 18,160 |
| 2020年（令和2年）  | 19,947 |

## 学区
区立小・中学校に通う場合、学区は以下の通りとなる（2023年3月時点）。
| 丁目         | 番地                     | 小学校                   | 中学校                 |
| ------------ | ------------------------ | ------------------------ | ---------------------- |
| 大森西一丁目 | 1〜3番 11〜13番 17〜19番 | 大田区立入新井第二小学校 | 大田区立大森第三中学校 |
| 大森西一丁目 | 4〜10番 14〜16番         | 大田区立開桜小学校       | 大田区立大森第八中学校 |
| 大森西二丁目 | 全域                     | 大田区立開桜小学校       | 大田区立大森第八中学校 |
| 大森西三丁目 | 全域                     | 大田区立開桜小学校       | 大田区立大森第八中学校 |
| 大森西四丁目 | 4番 5番                  | 大田区立開桜小学校       | 大田区立大森第八中学校 |
| 大森西四丁目 | 1〜3番 6〜8番            | 大田区立入新井第二小学校 | 大田区立大森第三中学校 |
| 大森西四丁目 | 9〜18番                  | 大田区立大森第三小学校   | 大田区立大森第八中学校 |
| 大森西五丁目 | 全域                     | 大田区立大森第三小学校   | 大田区立大森第八中学校 |
| 大森西六丁目 | 全域                     | 大田区立大森第三小学校   | 大田区立大森第八中学校 |
| 大森西七丁目 | 全域                     | 大田区立大森第三小学校   | 大田区立大森第八中学校 |

## 事業所
2021年（令和3年）現在の経済センサス調査による事業所数と従業員数は以下の通りである。
| 丁目         | 事業所数    | 従業員数 |
| ------------ | ----------- | -------- |
| 大森西一丁目 | 177事業所   | 1,747人  |
| 大森西二丁目 | 165事業所   | 1,301人  |
| 大森西三丁目 | 211事業所   | 2,285人  |
| 大森西四丁目 | 103事業所   | 1,441人  |
| 大森西五丁目 | 192事業所   | 1,962人  |
| 大森西六丁目 | 145事業所   | 3,299人  |
| 大森西七丁目 | 54事業所    | 599人    |
| 計           | 1,047事業所 | 12,634人 |

### 事業者数の変遷
経済センサスによる事業所数の推移。
| 年                 | 事業者数 |
| ------------------ | -------- |
| 2016年（平成28年） | 1,040    |
| 2021年（令和3年）  | 1,047    |

### 従業員数の変遷
経済センサスによる従業員数の推移。
| 年                 | 従業員数 |
| ------------------ | -------- |
| 2016年（平成28年） | 10,965   |
| 2021年（令和3年）  | 12,634   |

## 交通

### 鉄道
東部に京急本線大森町駅がある。また、いずれもわずかに区域外だが、南端すぐの所に梅屋敷駅と北端すぐの所に平和島駅がある。

### バス
下記の京浜急行バスが運行している。
- 東邦医大通り
  - 森50系統「鬼足袋線」（大森駅東口 ⇔ 蒲田駅東口）
- 環七通り
  - 森56系統「森ケ崎線」（大森駅東口 ⇔ 森ケ崎）
- 第一京浜
  - 蒲67系統「大森東五丁目線」（蒲田駅東口 ⇔ 大森東五丁目）

## 施設

### 公共
- 警視庁大森警察署大森西交番
- 東京消防庁大森消防署山谷出張所
- 大田区大森地域庁舎
- 大田区区民活動支援施設大森（こらぼ大森）
  - 大田区大森西特別出張所
- 大田区立大森西図書館

### 教育
- 東邦大学大森キャンパス
- 大森学園高等学校
- 大田区立大森第八中学校
- 大田区立開桜小学校
- 大田区立大森第三小学校

### 医療
- 東邦大学医療センター大森病院
- 蒲田リハビリテーション病院

### 福祉
- 大田区立大森西区民センター
  - 大田福祉作業所大森西分場
  - こども発達センターわかばの家分館
  - 大森西区民センター高齢者施設（ゆうゆうくらぶ大森西）
- 東京都大田福祉工場（就労継続支援A型・B型／就労移行支援）
- 大田区立沢田児童館
- ミリミリ大田（児童発達支援・放課後等デイサービス）
- LIB梅やしき園（放課後等デイサービス）

### 公園
- 大田区立大森西交通公園
- 大田区立大森西四丁目公園
- 大田区立鶴渡公園

### 企業・商業施設
- メリーチョコレートカムパニー本社・大森工場
- 岩手村田製作所（旧：東京電波）大森事業所
- 日本磨料工業大森工場
- マチノマ大森
  - ライフ マチノマ大森店
  - ノジマ マチノマ大森店

### 寺社教会
- 浄土真宗大森善照寺
- 貴菅神社（貴舩神社）
- 大森浅間神社
- 大森諏訪神社
- 谷戸三輪神社
- 天理教大森町大教会、北千分教会、東大森分教会

### 大規模集合住宅
- 都営大森西三丁目アパート（282戸、1969年～）
- シティテラス大森西（279戸、2016年～）
- リージェントハウス大森西（191戸、2009年～）
- 区営プラムハイツ大森西四丁目（142戸、2009年～）
- 都営大森西一丁目アパート（138戸、1970年～）
- トミンハイム大森西（100戸、1996年～）

### かつて存在した施設
- 大田区立大森第二小学校（現：大田区立開桜小学校）
- 大田区立大森第六小学校（現：こらぼ大森）
- パイオニア大森工場（現：蒲田リハビリテーション病院・リージェントハウス大森西）
- ミネベア大森工場（旧：新中央工業、現：シティテラス大森西）
- デイベンロイリネンサプライ大森工場（現：マチノマ大森）
- 東武ストア大森店
- サミットストア大森西店

## その他

### 日本郵便
- 郵便番号 : 143-0015[2]（集配局 : 大森郵便局[16]）。